# Hôtel d'Aguesseau
L’hôtel d'Aguesseau est un ancien hôtel particulier du XVIIIe siècle situé au 18 rue Séguier dans le 6e arrondissement de Paris, en France.

## Architecture

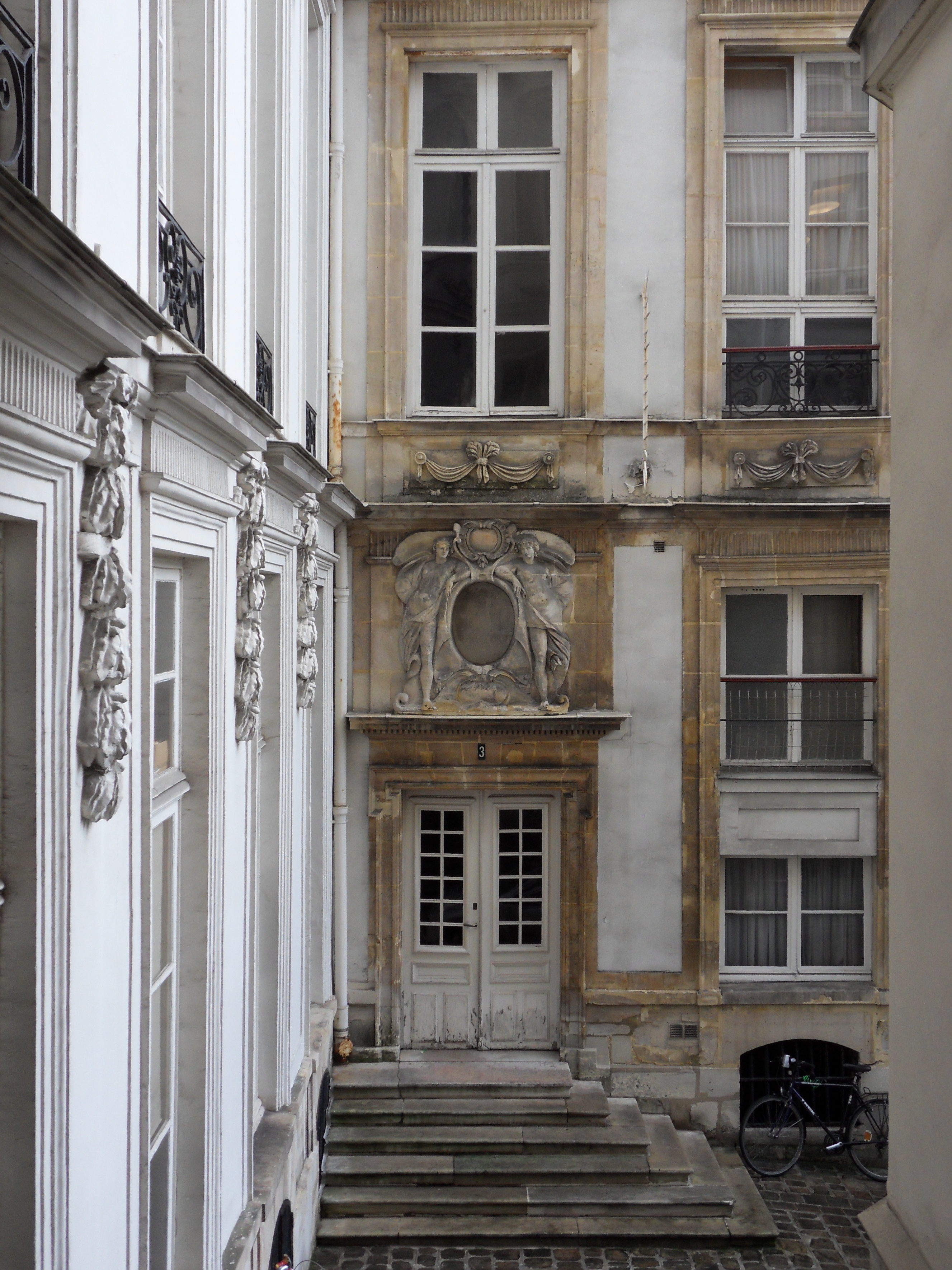
Détail de la façade sur cour.

Le portail monumental donnant sur la rue Séguier, vantaux de porte inclus, et la façade du fond de la cour font l’objet d’une inscription au titre des monuments historiques depuis le 26 septembre 1926.

## Historique
L'emplacement de l'actuel hôtel d'Aguesseau a été occupé successivement par un hôtel d'Eu (1300), d'Artois (1352), de Nevers (1472) et d'Étoile (1536).
L'hôtel situé à cet endroit au XVIIIe siècle prend le nom d'Aguesseau lorsque Henri d'Aguesseau (1636-1716), alors conseiller d'État, s'en rend acquéreur. Habité par son fils Henri François d'Aguesseau (1668-1751), procureur général au Parlement de Paris, il est rebâti après avoir été ravagé, le 27 juin 1714, par un incendie causant la destruction de nombreux dossiers et donnant lieu, par la suite, à de grands procès. Parmi les propriétaires suivants sont cités Félix-Claude Le Peletier de La Houssaye de Signy (1692-1748), intendant des finances (fils du contrôleur général des finances Félix Le Peletier de la Houssaye), et la famille du cardinal de La Roche-Aymon (1697-1777), dernier abbé commendataire de Saint-Germain-des-Prés (de 1774 à 1777).

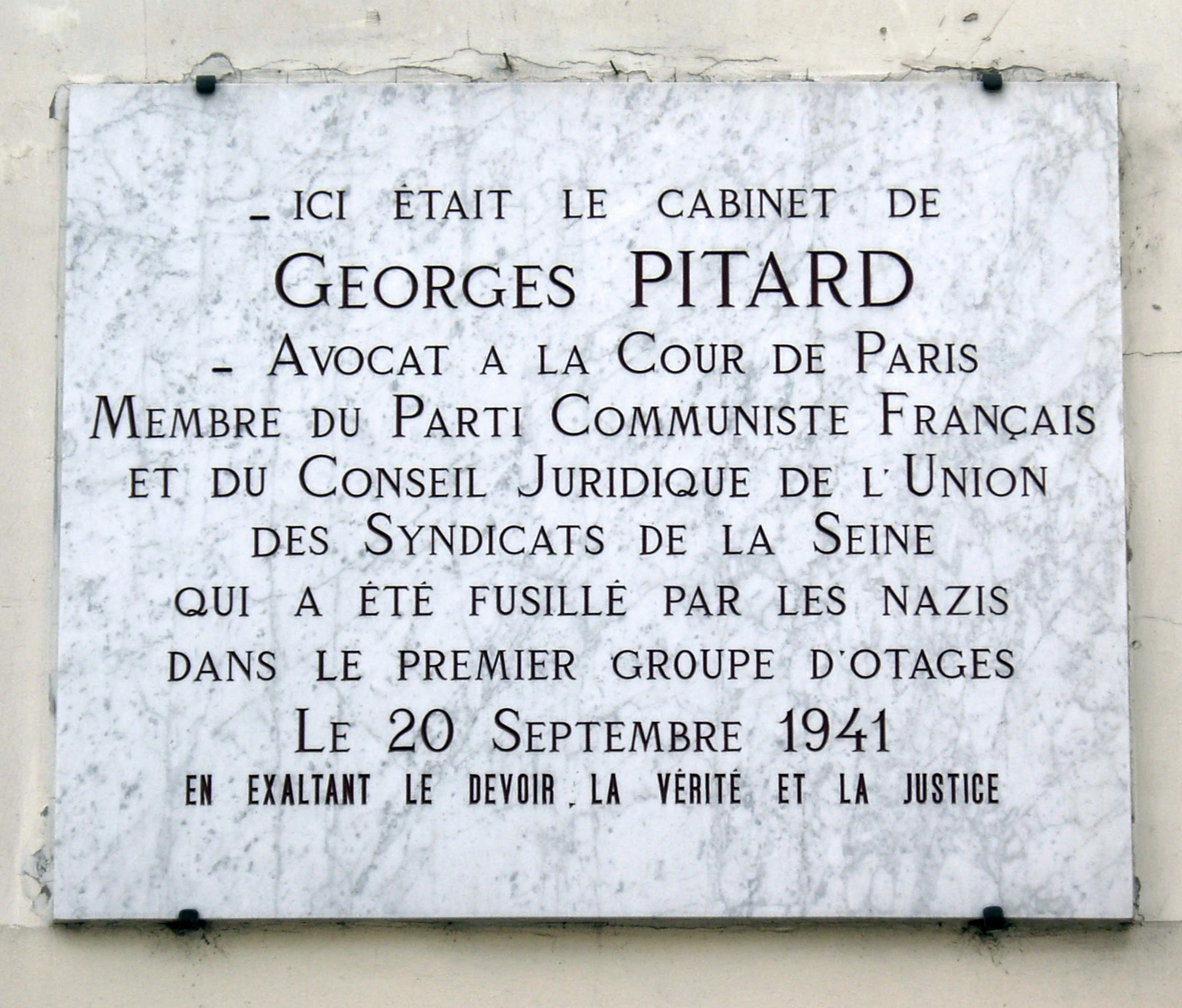
Plaque.

Une plaque apposée sur la façade, à droite du portail, rappelle que Georges Pitard (1897-1941), avocat communiste fusillé comme otage par les nazis, avait son cabinet à cette adresse.   
L'éditeur Actes Sud s'y installe en 1997.